# Сан-Паулу Атлетик (футбольный клуб)
«Сан-Паулу Атлетик Клуб» (порт.-браз. São Paulo Athletic Club; «Спортивный клуб Сан-Паулу»), иногда сокращённо называемый СПАК (порт.-браз. SPAC) — бывший бразильский футбольный клуб из города Сан-Паулу. 

## История

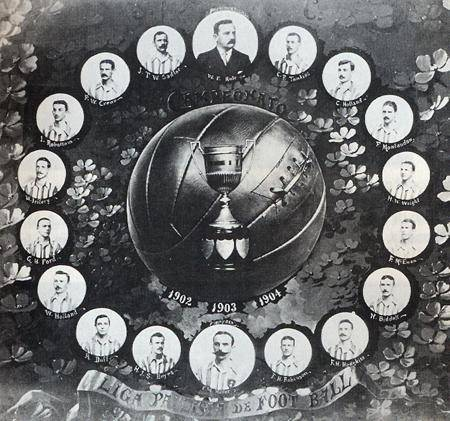
«Сан-Паулу Атлетик» — трёхкратный чемпион штата

«Сан-Паулу Атлетик» был создан 13 мая 1888 года для игр в крикет, регби, хоккея на траве, сквоша и бадминтона. Его основателями были сотрудники Железной дороги Сан-Паулу, приехавшие из Англии. Его основателями считаются Уильям Снейп, Уильям Спирс, Уильям Фокс Рул, Питер Миллер, Перси Луптон и Чарльз Уокер. Но ведущей фигурой в истории клуба стал другой англичанин, Чарльз Миллер, который приехал в Бразилию в 1894 году. И именно он привёз в страну два мяча и книгу правил и почти сразу начал тренировки, постепенно увеличивая число поклонников этого вида спорта. В апреле 1895 года Миллер организовал футбольный матч между сотрудниками Железной дороги и работниками компании Gaz Co, в котором железнодорожники выиграли со счётом 4:2, а сам Миллер забил два гола. Штаб-квартира клуба находилась в бывшем особняке Веридианы Праду, который она продала в знак благодарности за помощь, оказанную англичанами для бегства своего сына Эдуарду в Европу. 12 марта 1899 года был проведен первый официально признанный матч команды, которая уже называлась «Сан-Паулу Атлетик», в нём ей противостоял клуб «Маккензи Коллеж». По его итогам, «Атлетик», полностью состоявший из англичан, обыграл со счётом 3:0 «Коллеж», в котором играли одни местные бразильцы.
«Сан-Паулу Атлетик» стал одним из основателей первой официальной футбольной организации в Сан-Паулу — Лиги Паулиста по футболу. Он же стал первым чемпионом штата, победив в первом розыгрыше этого соревнования в 1902 году, а лучшим бомбардиром первенства стал Чарльз Миллер. А затем ещё два раза подряд побеждал в соревновании. В 1904 и 1905 годах клуб стал четвёртым, а в следующем сезоне, после поражения со счётом 1:9 от «Интернасьонала», «Атлетик» покинул розыгрыш турнира, решив не доигрывать до конца. После реорганизации в клубе, «Сан-Паулу» вновь стал занимать высокие места в чемпионате и даже в 1911 году выиграл свой четвёртый и последний титул сильнейшей команды штата. В том же сезоне команда сыграла вничью со сборной Уругвая. В 1912 году «Атлетик» провёл свой последний сезон в чемпионате, где занял последнее место, после чего было принято решение в клубе о роспуске футбольной команды. По данным историка Джона Миллса, уход был связан с тем, что несмотря на то, что Лига Паулиста ещё официально считалась любительской, в командах уже платили заработную плату игрокам, а устав «Атлетика» проповедовал всесторонний любительский статус команды. Далее клуб продолжил своё существование, но уже без футбола.

## Достижения
- Чемпион штата Сан-Паулу: 1902, 1903, 1904, 1911